# 朱鸿兴
朱鸿兴是苏州的一家老字号面馆。创建于民国27年（1938年）。目前由苏州市朱鸿兴饮食有限公司经营。

## 历史
朱鸿兴1938年由朱春鸿创始于苏州鱼行桥（今人民路吉由巷口），经营各色面点。因品类繁多，精心制作，获得了“京沪驰名”的称号。陆文夫小说《美食家》曾多次提到朱鸿兴面馆。
2006年被商务部首批认定为“中华老字号”。
2014年，朱鸿兴成立“苏州一碗面”大师工作室，意在复原市面上已失传的面品。
2015年，朱鸿兴在南京开出分店，走出苏州。

## 现状
朱鸿兴面馆在苏州现有数十家连锁店，其中观前店位于观前街闹市区中心（宫巷、碧凤坊路口），齐门店位于临顿路西北街口（邻近拙政园）。
产品有各色苏式面条及点心，主要有焖肉面、爆鱼面、虾仁蟹粉面、三虾面、冻鸡面、枫镇大肉面、黄鳝面等，以及各类包子、汤包、小笼、馄饨、盖浇饭、砂锅等。
除面馆外，苏州市朱鸿兴饮食有限公司还以朱鸿兴品牌经营卤菜、净菜（半成品菜）。